# Diclidophlebia eastopi
Diclidophlebia eastopi är en insektsart som beskrevs av Vondracek 1964. Diclidophlebia eastopi ingår i släktet Diclidophlebia och familjen rundbladloppor. Inga underarter finns listade i Catalogue of Life.